# Fehérszemöldökű réticsiröge
A fehérszemöldökű réticsiröge (Leistes superciliaris) a madarak osztályának verébalakúak (Passeriformes) rendjébe, azon belül a csirögefélék (Icteridae) családjába tartozó faj.

## Rendszerezése
A fajt Charles Lucien Jules Laurent Bonaparte francia ornitológus írta le 1782-ben, a Trupialis nembe Trupialis superciliaris néven. Egyes szervezetek a Sturnella nembe sorolják Sturnella superciliaris néven.

## Előfordulása
Dél-Amerikában, Argentína, Bolívia, Brazília, Chile, Paraguay, Peru és Uruguay területén honos. Természetes élőhelyei a szubtrópusi és trópusi füves puszták és szavannák, valamint szántóföldek, legelők és másodlagos erdők. Vonuló faj.

## Megjelenése
A hím átlagos testhossza 17,8 centiméter, testtömege 50 gramm, a tojóé 17 centiméter és 97 gramm.
|  |

## Életmódja
Ízeltlábúakkal és magvakkal táplálkozik.

## Természetvédelmi helyzete
Az elterjedési területe rendkívül nagy, egyedszáma pedig stabil. A Természetvédelmi Világszövetség Vörös listáján nem fenyegetett fajként szerepel.